# UTC−6
UTC-6 — вісімнадцятий часовий пояс. Має центральним меридіаном 90° зх.д. Час тут на шість годин відстає від всесвітнього та на вісім — від київського.
Географічні межі поясу:
- східна — 82°30' зх. д.
- західна — 97°30' зх. д.

Між цими меридіанами розташовані такі території: середня смуга Північної Америки (між Гудзоновою затокою та Міссісіпі, п-ів Юкатан), Центральна Америка та острови Ґалапаґос. Водночас частина вказаних територій використовує інші зміщення від UTC, а окремі території за межами географічного поясу UTC-6 використовують цей час.
У навігації позначається літерою S (часова зона Сьєрра)

## Місцеві назви часового поясу UTC-6
- Центральний стандартний час Північної Америки - CST
- Гірський літній час Північної Америки - MDT
- Галапагоський час - GALT
- Стандартний час острова Пасхи - EAST

## Використання

### Постійно протягом року
- Беліз
- Гватемала
- Гондурас
- Еквадор — част.:
  - Острови Ґалапаґос
- Канада — част.:
  - Саскачеван (за винятком міста Ллойдмінстер та околиць)
- Коста-Рика
- Нікарагуа
- Сальвадор
- Мексика — на таких територіях:
  - Місто Мехіко
  - Штат Веракрус
  - Штат Ґерреро
  - Штат Ґуанахуато
  - Штат Дуранґо
  - Штат Ідальґо
  - Штат Кампече
  - Штат Керетаро
  - Штат Коліма (за винятком островів)
  - Штат Коауїла (за винятком 11 північних муніципалітетів)
  - Штат Мехіко
  - Штат Мічоакан
  - Штат Морелос
  - Штат Наярит (муніципалітет Баія-Бандерас)
  - Штат Нуево-Леон (за винятком муніципалітету Анауак)
  - Штат Оахака
  - Штат Пуебла
  - Штат Сакатекас
  - Штат Сан-Луїс-Потосі
  - Штат Табаско
  - Штат Тамауліпас (за винятком 10 північних муніципалітетів)
  - Штат Тласкала
  - Штат Халіско
  - Штат Чіапас
  - Штат Чіуауа
  - Штат Юкатан

### З переходом на літній час
- Канада — част.:
  - Манітоба
  - Нунавут
    - центральна частина

  - Онтаріо
    - західна частина
- Мексика — на таких територіях:
  - Штат Коауїла (муніципалітети Акунья, Альєнде, Герреро, Ідальго, Хіменес, Морелос, Нава, Окампо, П'єдрас-Неграс, Вілла-Уніон, Сарагоса)
  - Штат Нуево-Леон (муніципалітет Анауак)
  - Штат Тамауліпас (муніципалітети Нуево Ларедо, Герреро, Міер, Мігель Алеман, Камарго, Густаво Діас Ордас, Рейноса, Ріо-Браво, Валле-Ермосо, Матаморос)
- США — част.:
  - Айова
  - Алабама
  - Арканзас
  - Вісконсин
  - Іллінойс
  - Канзас
  - Луїзіана
  - Міннесота
  - Міссісіпі
  - Міссурі
  - Небраска
  - Оклахома
  - Південна Дакота
  - Північна Дакота
  - Техас
- Чилі
  - Острів Пасхи

### Як літній час
- Канада — част.:
  - Альберта
  - Нунавут — част.:
    - західна частина

  - Північно-Західні території
  - Саскачеван — част.:
    - північний захід
- США — част.:
  - Айдахо
  - Аризона (за винятком території Навахо)
  - Вайомінґ
  - Колорадо
  - Небраска — част.:
    - західна частина

  - Нью-Мексико
  - Південна Дакота — част.:
    - західна частина

  - Північна Дакота — част.:
    - західна частина

  - Техас — част.:
    - північний захід

  - Юта

## Історія використання

### Як стандартний час
- Канада — част.:
  - Нунавут
- Мексика — на таких територіях:
  - Місто Мехіко (1927-1930 та з 1932)
  - Штат Аґуаскальєнтес (1927-1930 та з 1932)
  - Штат Баха-Каліфорнія-Сур (1927-1930, 1932-1942)
  - Штат Веракрус (з 1924)
  - Штат Ґерреро (1927-1930 та з 1932)
  - Штат Ґуанахуато (1927-1930 та з 1932)
  - Штат Дуранґо (1927-1930 та з 1932)
  - Штат Ідальґо (1927-1930 та з 1932)
  - Штат Кампече (1922-1981 та з 1982)
  - Штат Керетаро (1927-1930 та з 1932)
  - Штат Кінтана-Роо (1922-1981, 1996-1997, 1998-2015)
  - Штат Коліма (континентальна частина,  1927-1930 та з 1932)
  - Штат Коауїла (1927-1930 та з 1932)
  - Штат Мехіко (1927-1930 та з 1932)
  - Штат Мічоакан (1927-1930 та з 1932)
  - Штат Морелос (1927-1930 та з 1932)
  - Штат Наярит (1927-1930, 1932-1942)
    - муніципалітет Баія-Бандерас (1927-1930, 1932-1942 та з 2010)

  - Штат Нуево-Леон (1927-1930 та з 1932)
  - Штат Оахака (з 1924)
  - Штат Пуебла (1927-1930 та з 1932)
  - Штат Сакатекас (1927-1930 та з 1932)
  - Штат Сан-Луїс-Потосі (1927-1930 та з 1932)
  - Штат Сіналоа (1927-1930, 1932-1942)
  - Штат Сонора (1927-1930, 1932-1942)
  - Штат Табаско (з 1922)
  - Штат Тамауліпас (з 1927)
  - Штат Тласкала (1927-1930 та з 1932)
  - Штат Халіско (1927-1930 та з 1932)
  - Штат Чіапас (з 1922)
  - Штат Чіуауа (1927-1930 та з 1932)
  - Штат Юкатан (1922-1981 та з 1982)
- США — част.:
  - Індіана
  - Кентуккі
  - Мічиган
- Чилі
  - Острів Пасхи

### Як літній час
- Канада — част.:
  - Саскачеван
- Мексика — на таких територіях:
  - Місто Мехіко (1931)
  - Штат Аґуаскальєнтес (1931)
  - Штат Баха-Каліфорнія-Сур (1931, 1996-2022)
  - Штат Ґерреро (1931)
  - Штат Ґуанахуато (1931)
  - Штат Дуранґо (1931)
  - Штат Ідальґо (1931)
  - Штат Керетаро (1931)
  - Штат Коліма (1931)
  - Штат Коауїла (1931)
  - Штат Мехіко (1931)
  - Штат Мічоакан (1931)
  - Штат Морелос (1931)
  - Штат Наярит (1931, 1996-2022)
    - муніципалітет Баія-Бандерас (1931, 1996-2009)

  - Штат Нуево-Леон (1931)
  - Штат Пуебла (1931)
  - Штат Сакатекас (1931)
  - Штат Сан-Луїс-Потосі (1931)
  - Штат Сіналоа (1931, 1996-2022)
  - Штат Сонора (1931, 1996-1998)
  - Штат Тласкала (1931)
  - Штат Халіско (1931)
  - Штат Чіуауа (1931)
- Чилі
  - Острів Пасхи
- США — част.:
  - Аризона